# Scopula mediata
Scopula mediata là một loài bướm đêm trong họ Geometridae.